# Gretel
Gretel ist ein weiblicher Vorname.

## Herkunft und Bedeutung
Gretel ist eine Kurzform der Vornamen Margarete und Annegret. Sie wird manchmal als eigenständiger Vorname vergeben.

## Namensträgerinnen
- Gretel Adorno (1902–1993), Chemikerin und Unternehmerin, Frau Theodor Adornos
- Gretel Baumbach (1896–1983), deutsche Politikerin (SPD) und Funktionärin der Arbeiterwohlfahrt (AWO)
- Gretel Beer (1921–2010), österreichisch-englische Autorin
- Gretel Bergmann (1914–2017), deutsch-US-amerikanische Leichtathletin
- Gretel Eisch (1937–2022), deutsche Künstlerin
- Gretel Gemmert (1923–2004), deutsche Bildhauerin, Zeichnerin und Radiererin
- Gretel Haas-Gerber (1903–1998), deutsche Malerin
- Gretel Hartung (1923–1990), deutsche Opern- und Operettensängerin in der Stimmlage Sopran
- Gretel Loher-Schmeck (1907–2003), deutsche Künstlerin
- Gretel Norkauer (1892–1972), deutsche Architektin
- Gretel Schulte-Hostedde (1902–1973), deutsche Bildhauerin und Keramikerin
- Gretel Schulze (1948–2019), deutsche Kabarettistin und Regisseurin